# Paul César Helleu

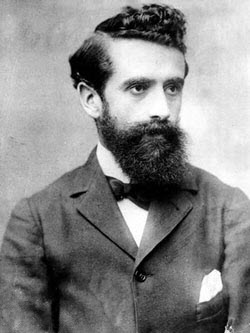
Paul César Helleu

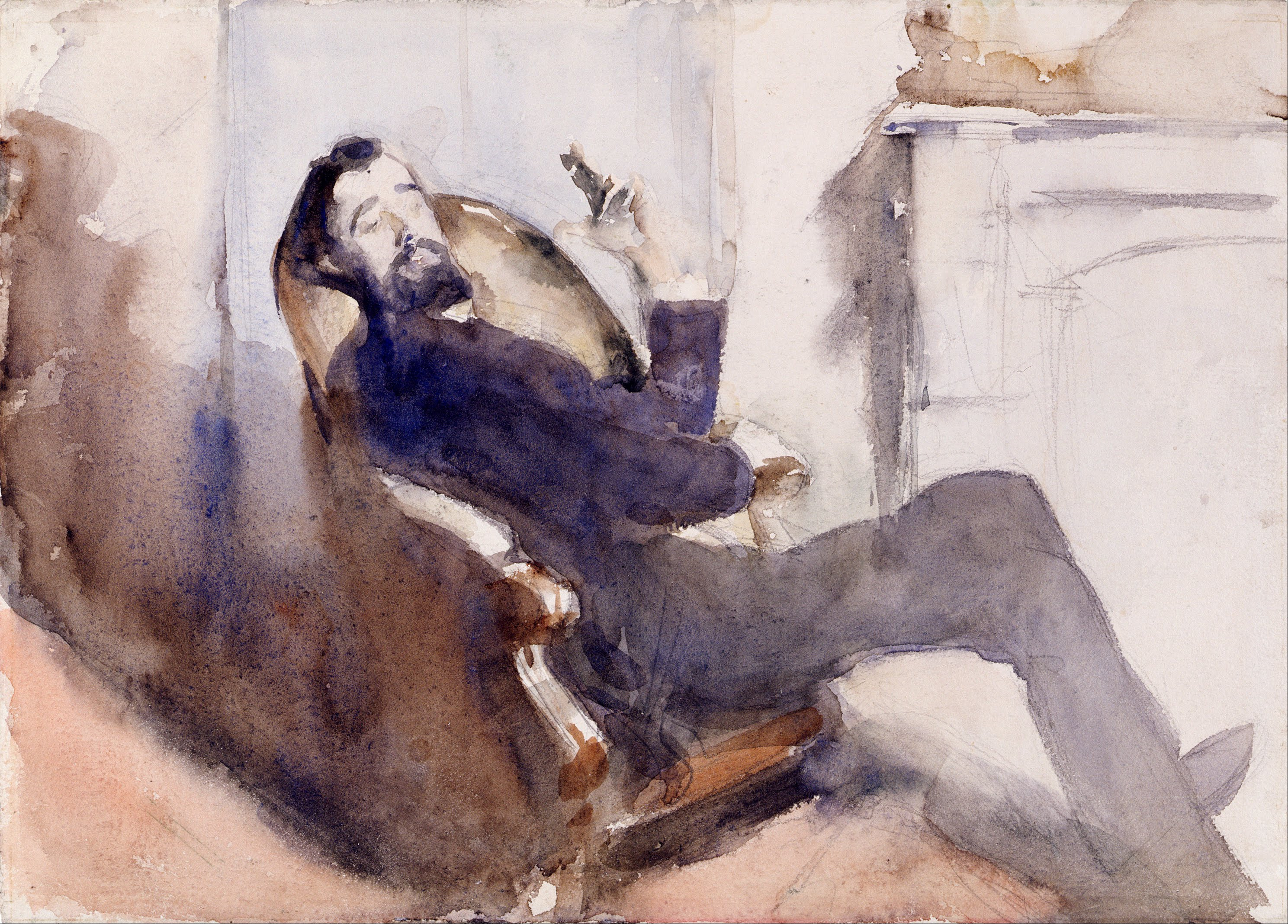
P. C. Helleu, porträtiert von John Singer Sargent in den 1880er Jahren (Aquarell)

Paul César Helleu (* 17. Dezember 1859 in Vannes, Bretagne; † 23. März 1927 in Paris) war ein französischer Maler, Radierer und Illustrator des Realismus. Er ist bekannt für seine Porträtbilder der berühmten und schönsten Frauen in der Belle Époque und für die von ihm entworfene Deckenausmalung im Grand Central Terminal in New York.

## Leben
Paul César Helleu machte eine Lehre als Keramiker und nahm nebenbei Zeichenunterricht. Gegen den Willen seiner verwitweten Mutter ging er 1876 nach Paris, um an der École des Beaux-Arts, unter dem Salon-Realisten Jean-Léon Gérôme (1824–1904), zu studieren. Innerhalb kürzester Zeit machte er Bekanntschaft mit den bekannten Künstlern der Stadt, unter anderem Henri Matisse, Edgar Degas, James Tissot und Giovanni Boldini und mit dem Schriftsteller und Kunstsammler Robert de Montesquiou. Mit John Singer Sargent verband ihn bald eine enge Freundschaft, zu seinem Bekanntenkreis zählten aber auch Auguste Rodin, Pierre-Auguste Renoir, James McNeill Whistler, Oscar Wilde, Coco Chanel, Charlie Chaplin und vor allem Marcel Proust. Helleu etablierte sich in den 1890er Jahren als erfolgreicher Maler der Reichen und Schönen des Boulevard Saint-Germain. Seine Ehefrau, Alice Guérin (* 1874), war seine Muse und sein bevorzugtes Modell.
Bei Auktionen werden Paul César Helleus luftig skizzierten Bilder zu Preisen zwischen 5.000 und 50.000 US-Dollar gehandelt.

## Auszeichnungen
- 1902 Mitglied der Société nationale des beaux-arts
- 1904 Ritter de Légion d'honneur

Dem Werk Helleus und seines Kollegen Léon Bonnat ist das Musée Bonnat-Helleu in Bayonne gewidmet.

## Werke (Auswahl)

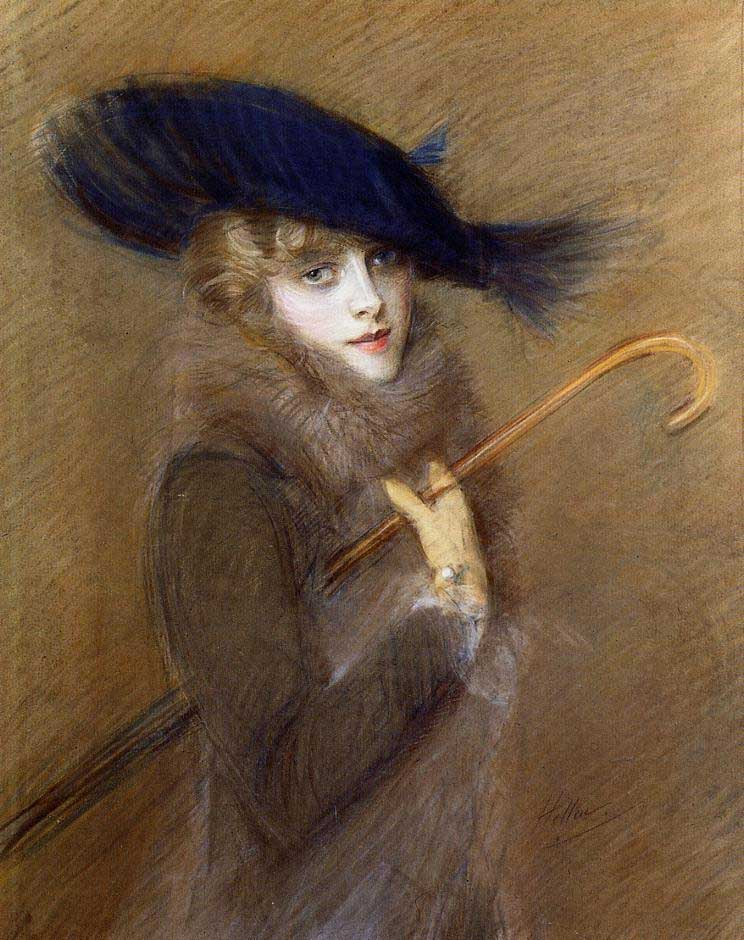
Peggy Letellier, Pastellzeichnung, 1905
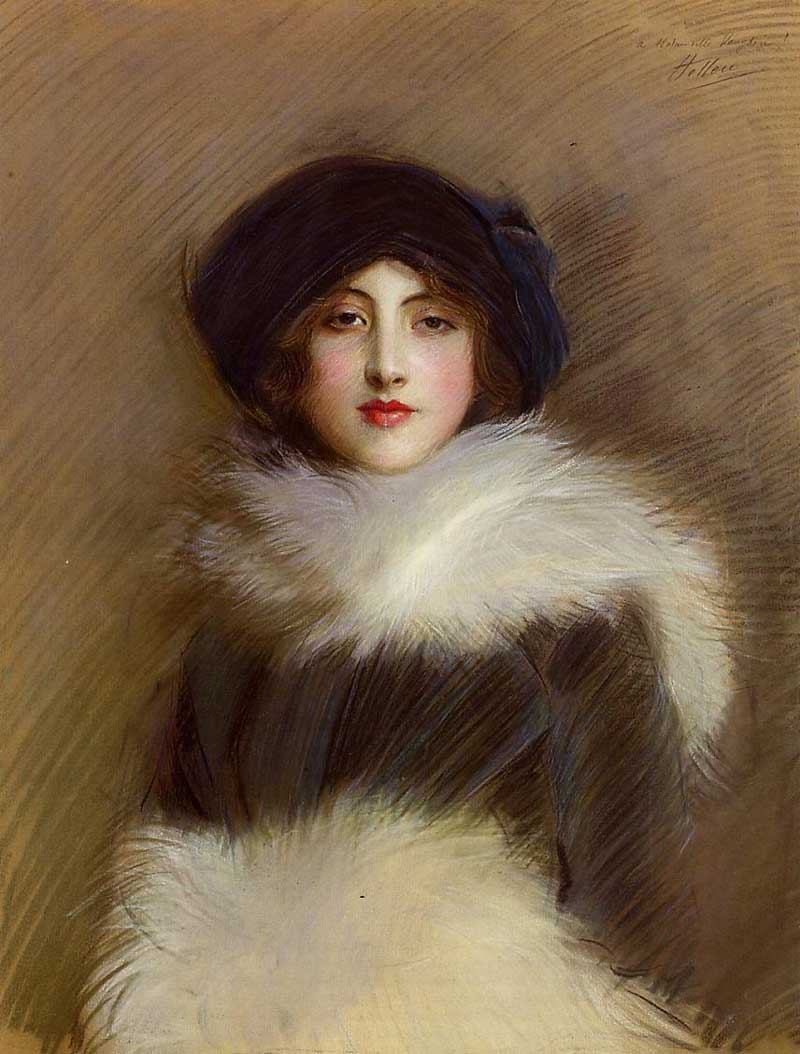
Mademoiselle Vaughan, Pastellzeichnung, 1905
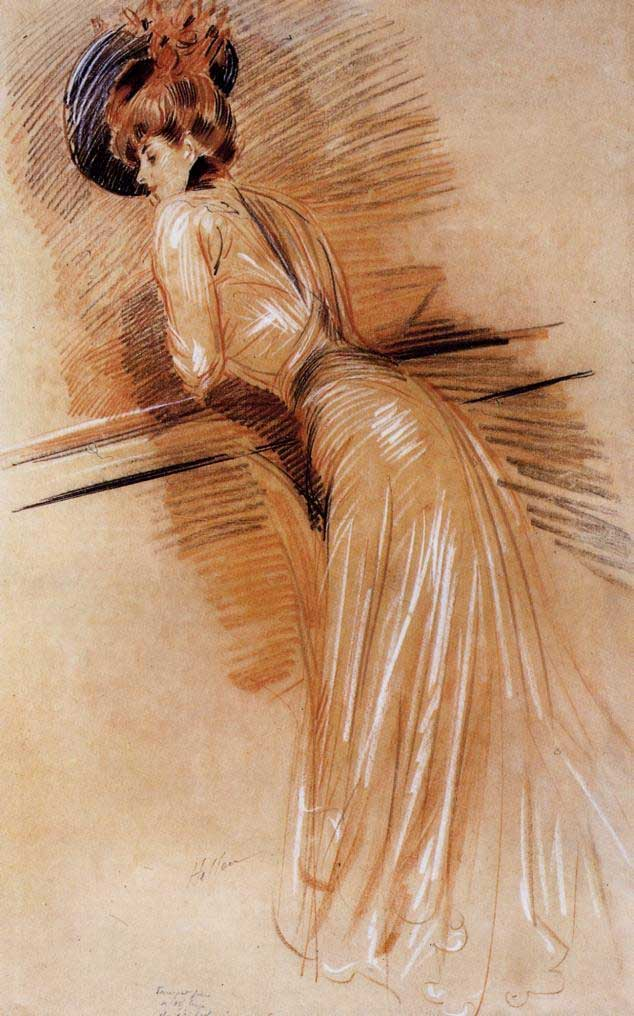
Elegant Woman at the Rail, Pastellzeichnung, 1905
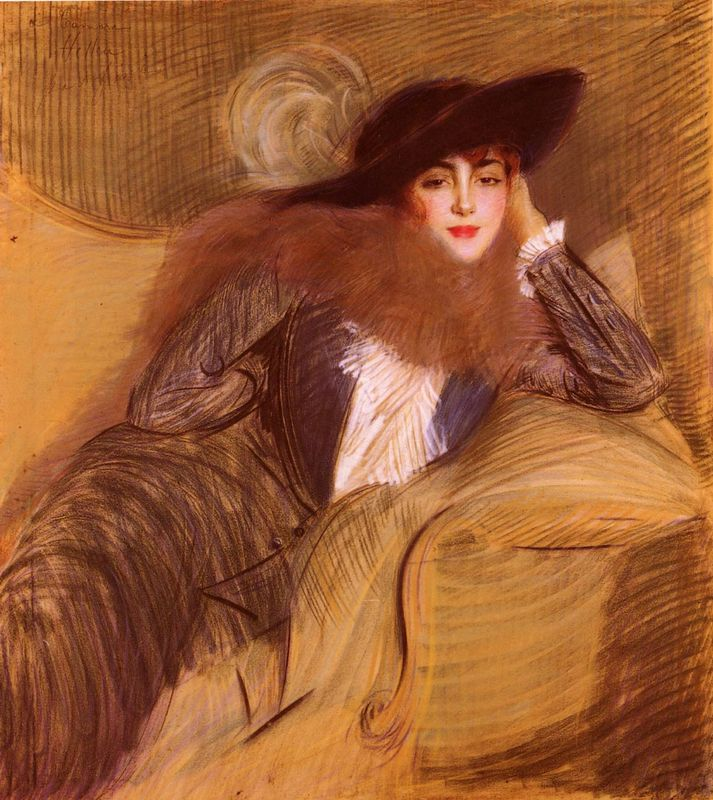
Camara, Pastellzeichnung, 1905
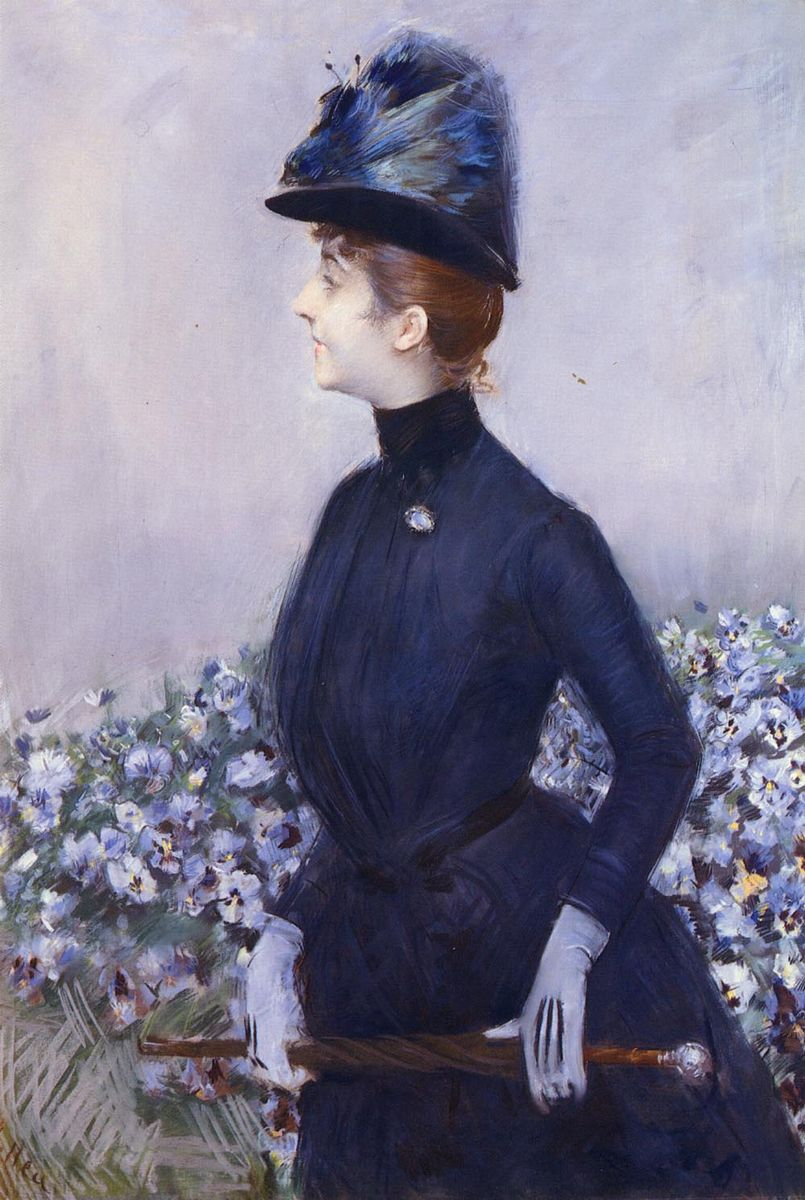
Lady with Flowers, Öl auf Leinwand, 1910
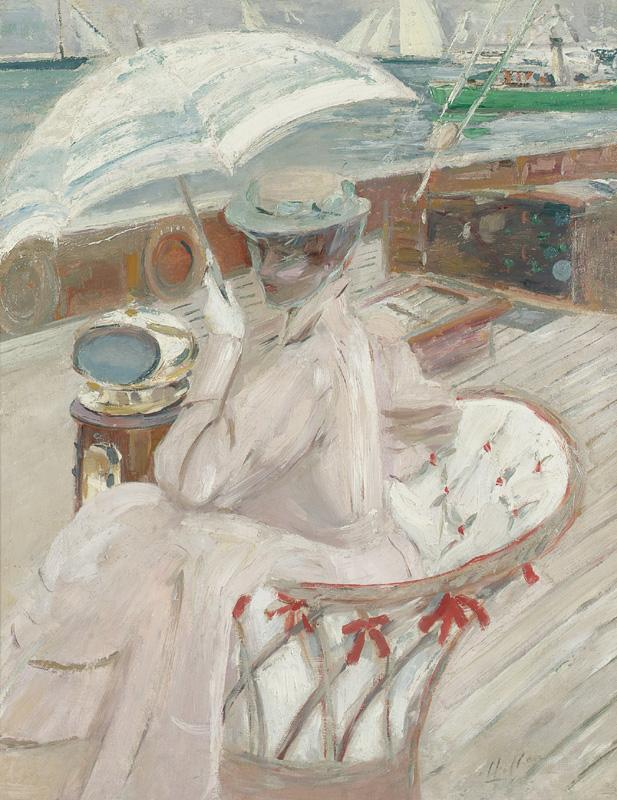
Madame Helleu sur son yacht L'etoile, Öl auf Leinwand, um 1898–1900
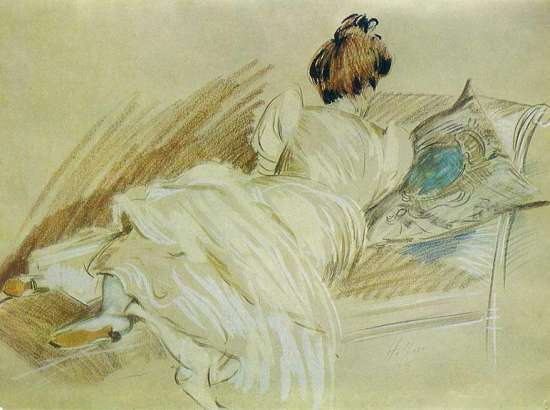
On the sofa, Pastellzeichnung, 1899
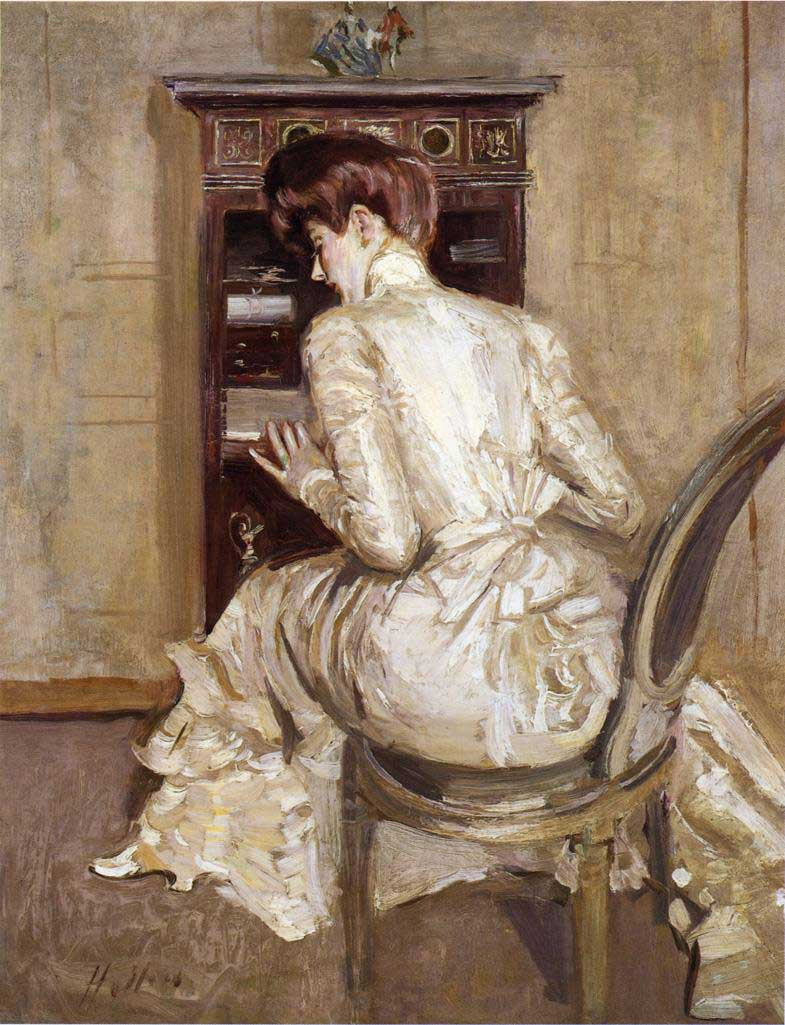
Madame Paul Helleu Seated at Her Secretaire, Öl auf Leinwand, 1900
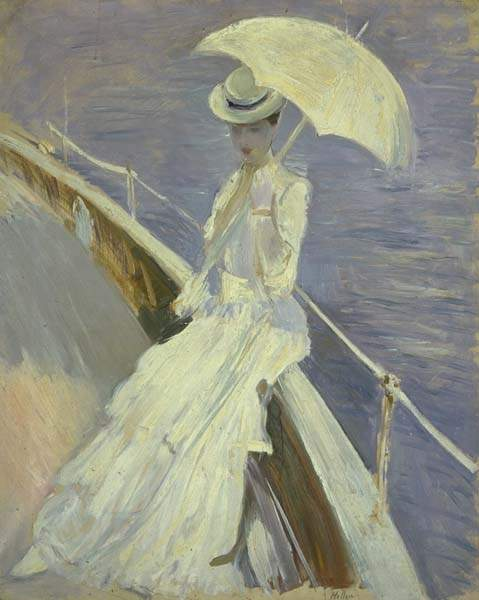
Young woman in white (Mrs. Helleu), Öl auf Leinwand, 1900
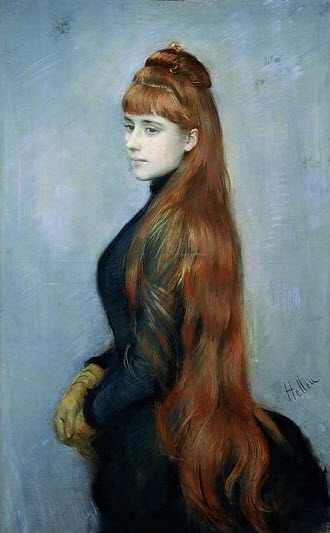
Portrait of Mademoiselle Alice Guerin, Öl auf Leinwand, 1900
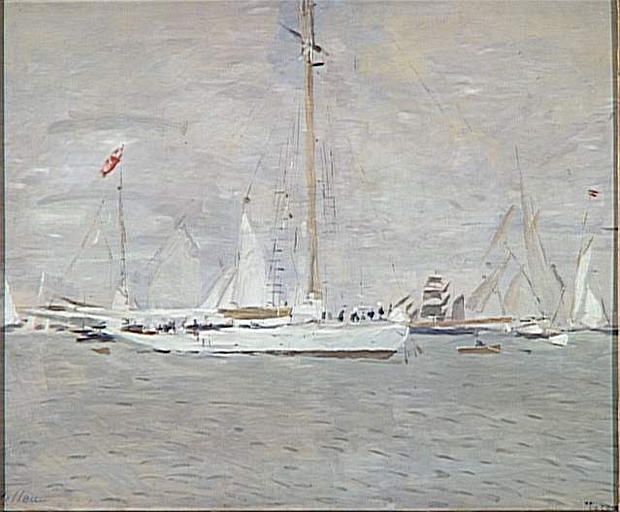
The Yacht Nereus in Roads Cowes, Öl auf Leinwand, 1900
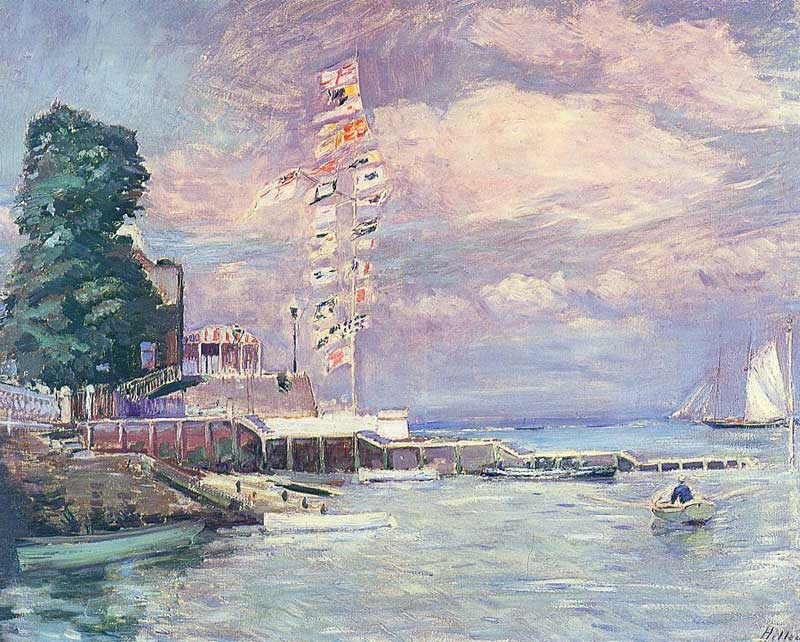
Le Grand Pavois, Öl auf Leinwand, 1901
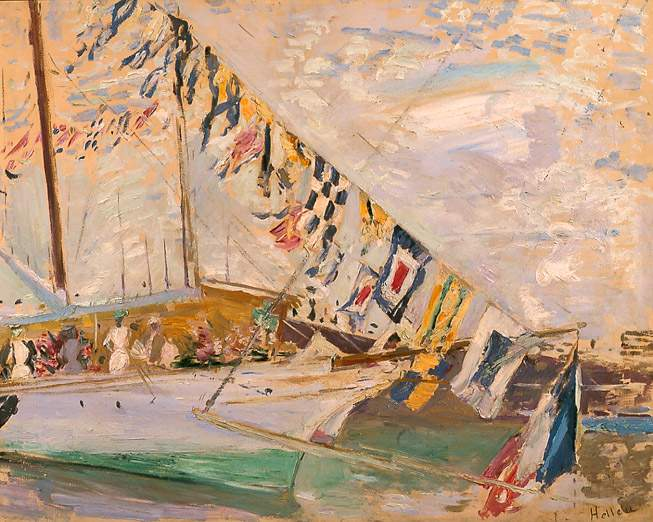
The Yacht Etoile, Öl auf Leinwand, 1903
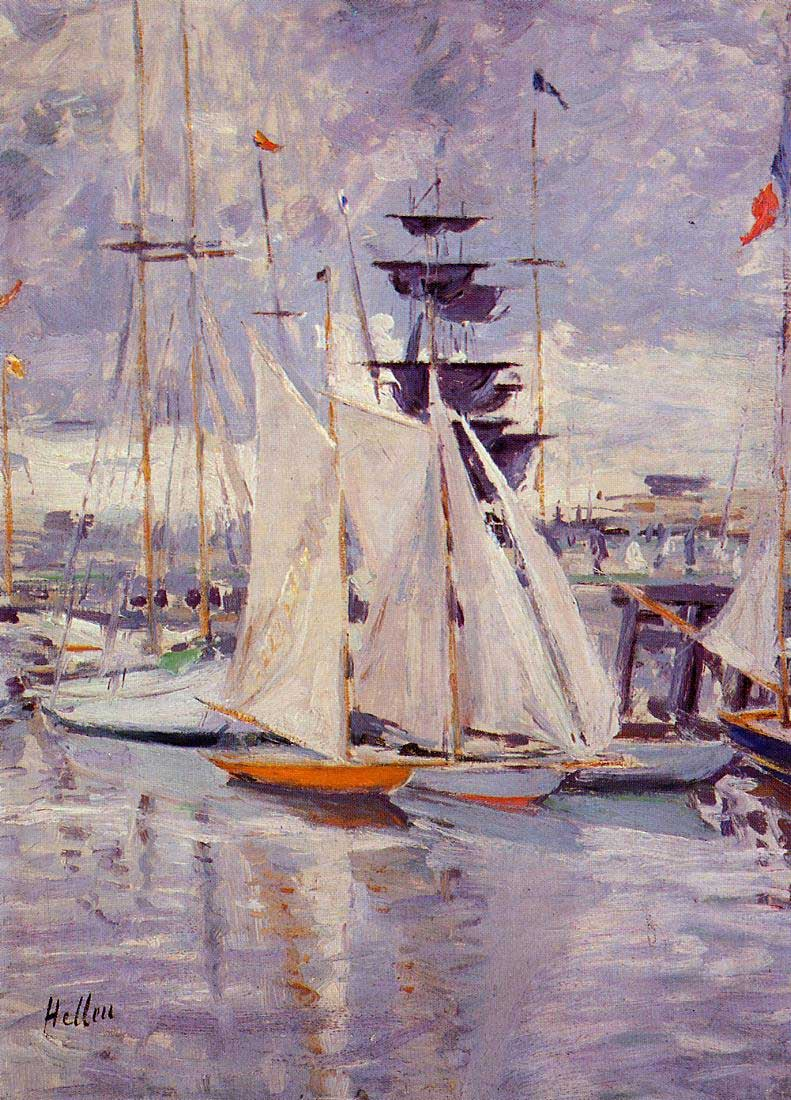
The Harbor at Deauville, Öl auf Leinwand, 1911
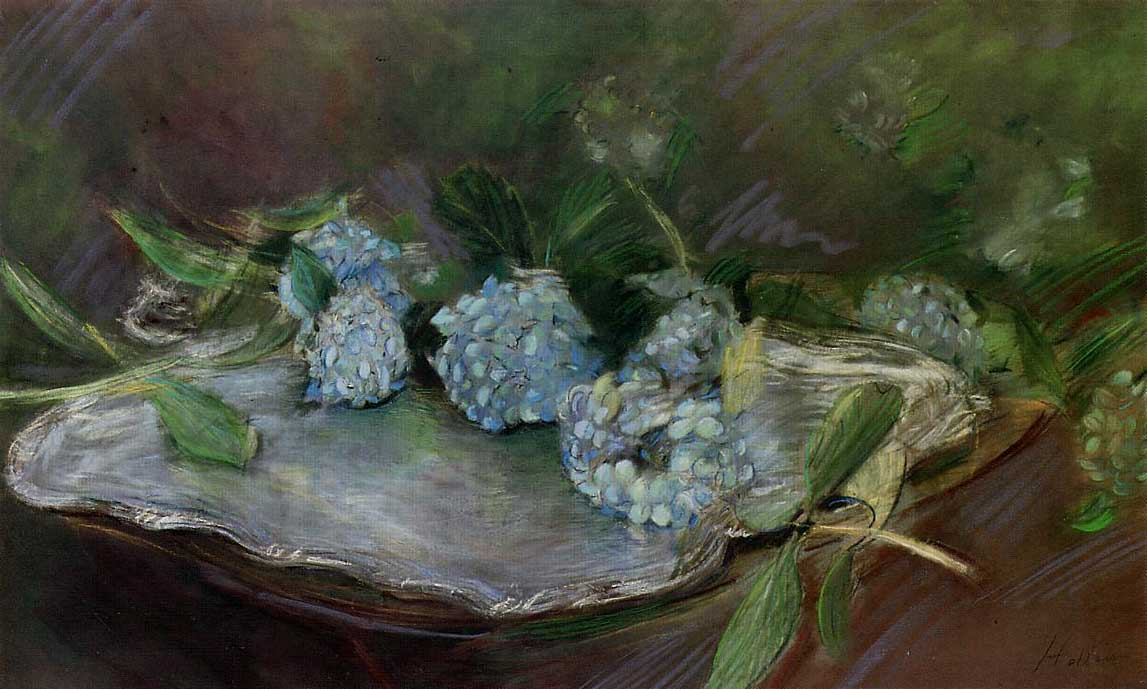
Hydrangeas, Pastellzeichnung, 1911